# Märatjärnarna (Ragunda socken, Jämtland, 700141-153508)
Märatjärnarna är en sjö i Ragunda kommun i Jämtland och ingår i Indalsälvens huvudavrinningsområde.